# Federalizam u Bosni i Hercegovini
Upravno uređenje Bosne i Hercegovine stvarano je tijekom rata u Bosni i Hercegovini i potvrđeno je ustavom koji je proizašao iz Daytonskog sporazuma u studenome 1995.
Višenarodnu državu čine tri konstitutivna naroda, a sastavljena je od dvaju entiteta - Federacije Bosne i Hercegovine i Republike Srpske. 
BiH je vrlo složena, proturječna i asimetrična država, a oko njezinoga državnog uređenja i karaktera cjelokupnog ustavnog uređenja postoje različita mišljenja.

## Razvoj
Bosanskohercegovački federalizam osebujna je pojava koja po mnogočemu odstupa od uobičajenih oblika razvitka ustavnosti. Uređenje Bosne i Hercegovine vrlo je komplicirano zbog nekonzistentnih ustavnih rješenja koja se odnose na njezino državno uređenje, tj. njezinu federalnu strukturu. Bosna i Hercegovina nema federalnu tradiciju. Federalizam u Bosni i Hercegovini razvijao se u ratnim uvjetima nakon raspada Jugoslavije u kojoj je BiH bila jedna od šest federalnih jedinica - socijalističkih republika. Stjecanjem neovisnosti u BiH se trebalo radit na prijelazu iz unitarnog na federalno uređenje zbog njezinog višenacionalnog sastava, a u takvoj situaciji federalizam se nametnuo kao jedino moguće rješenje. Federalizacija je zahtijevala stvaranje federalnih jedinica koje je trebalo potvrditi saveznim ustavom. Te federalne jedinice nisu nastale sporazumno, već u okolnostima rata. Pod pritiskom međunarodne zajednice prihvaćen je i državni ustav u kojem je priznato postojanje federalnih jedinica u više-manje činjeničnoj situaciji. Najosjetljivije pitanje bilo je utvrđivanje granica federalnih jedinica. Nametnulo se pitanje treba li, u procesu federalizacije višenacionalnih država, nacijama dati i zasebne federalne jedinice. U BiH ovo nije bio samo doktrinarni, već i zbiljski sukob. Zbog toga se nacionalni kriterij nastojao ublažiti drugim kriterijima - zemljopisnim, povijesnim, gospodarskim, prometnim itd. Na drugim kriterijima inzistirali su Bošnjaci, a na nacionalnim Hrvati i Srbi. Zbog tih sukoba propali su mirovni planovi za BiH od kojih je svaki predlagao drukčiji broj federalnih jedinica. Mirovni planovi su kao posljedicu imali i veće sukobe zaraćenih strana, jer nijedan plan nije bio prihvaćen istovremeno od sve tri strane. Planovi su predstavljali i konfederalne koncepte na kojima su inzistirali Srbi, tako da je stvarna podjela BiH stalno bila prisutna. Konfederacija bi ishodovala raspadom države, što bi federalizacija spriječila.
Međunarodna zajednica od početka rata u BiH nudila je rješenje za unutarnje uređenje BiH kao složene, federalne države. Za srpsku stranu to nije bilo prihvatljivo jer bi federalizam bila prepreka njihovom pravu na samoopredjeljenje do otcjepljenja. Bošnjačkoj strani federalizam također nije bio prihvatljiv zato što je predstavljao prepreku unitarnoj državi u kojoj bi Bošnjaci, kao većinski, bili i temeljni narod. Jedini zagovornik federalizma bila je hrvatska strana koja ga je formulirala u Livanjskom pitanju u ožujku 1992. kao prijedlog za referendumsko pitanje o neovisnosti BiH. Prijedlog je glasio: "Jeste li za suverenu i nezavisnu Bosnu i Hercegovinu kao državnu zajednicu konstitutivnih i suverenih naroda – hrvatskog, muslimanskog i srpskog naroda – u njihovim nacionalnim područjima (kantonima)?".
Washingtonski sporazum je u ožujku 1994. sklopila hrvatska i bošnjačka zarećena strana uz sudjelovanje i pristanak Hrvatske, dok srpska strana i SR Jugoslavija nisu bile uključene. Njime je ukinuta Hrvatska Republika Herceg-Bosna i uspostavljena Federacija Bosne i Hercegovine. Nakon njegovog sklapanja nastavljen je rat sa Srbima do sklapanja Daytonskog sporazuma u studenom 1995. koji je priznao postojanje Republike Srpske i kojim je okončan rat u BiH. Daytonski sporazum je jasan oko teritorijalnog i nacionalnog kod statusa Republike Srpske, no Washingtonski sporazum, kojeg su prihvatile hrvatska i bošnjačka zaraćena strana uz sudjelovanje i pristanak Hrvatske, bio je utemeljen na sasvim drukčijem konceptu.
Konfederalizam se u Washingtonskom sporazumu se ogleda u predviđanju konfederalnog odnosa između Hrvatske i Federacije Bosne i Hercegovine (bez rješenog pitanja područja BiH s većinskim srpskim pučanstvom), ali i u Daytonskom sporazumu koji je priznao Republiku Srpsku kao pandan Federaciji BiH koji je sporazum o konfederaciji zamijenio sporazumom o pravu entiteta da uspostave zasebne paralelne odnose sa susjednim zemljama u skladu sa suverenošću i teritorijalnim integritetom BiH. Tako su se tek Washingtonskim, odnosno Daytonskim mirovnim sporazumom, pod pritiskom međunarodne zajednice, nametnula ustavna rješenja koja su uključivala unutarnje granice nove federalne BiH. Koliko je teritorijalno gledište (povezano s etničkim predznakom kod Republike Srpske) bilo naglašeno, vidljivo je u Aneksu 2 Daytonskog sporazuma, prema kojem su međuentitetske crte razgraničenja između Federacije BiH i Republike Srpske trebale biti povučene na karti u dodatku o ovom sporazumu. Federacija BiH dobila je 51% državnog područja, a Republika Srpska 49%. Pri tome je ovaj Aneks sadržavao i sporazum o arbitraži koji se odnosio na "dio međuentitetske granične crte u području Brčkog koji je bio predmet spora".

## Složenost bosanskohercegovačkog Ustava
Pred donošenje bosanskohercegovačkog Ustava postojalo je više mogućnosti oko njezinog uređenja. Republika Srpska koja je nastala 1992. u uvjetima rata, priznata je Daytonskim sporazumom kao entitet BiH uz Federaciju BiH nastalu 1994. Republika Srpska je svoj Ustav donijela 1992., koji je, za raliku od Ustava Federacije BiH samostalno donio srpski narod u BiH posredstvom Narodne skupštine. Daytonskim sporazumom je samo definirana i potvrđena veličina teritorija Republike Srpske koji je do tada bio nepoznanica.
Tako je nastala krajnje složena, proturječna i asimetrična država, oko čijeg državnog uređenja kao i karaktera cjelokupnog ustavnog uređenja daytonske BiH postoje najrazličitija mišljenja.
Višenacionalna država koju čine tri nacije sastavljena je od dva entiteta - Federacije Bosne i Hercegovine i Republike Srpske. Federacija BiH je po svom uređenju federalna i nosi naziv države, dok je Republika Srpska unitaran entitet. Upravo iz ovoga proizlazi temeljna proturječnost Daytonskog sporazuma i bosanskohercegovačkog Ustava, koji blokira djelovanje bosanskohercegovačkih institucija. Naime, jedina logična i teorijski dosljedno izvedena federalizacija BiH, na način napravljen u Washingtonskom sporazumu iz 1994., podrazumijevala je i kantonizaciju Republike Srpske (što je podrazumijevalo i njezin nestanak) te uključivanje srpske nacionalne sastavnice u institucionalni sustav vlasti Federacije BiH, kako se trebala zvati čitava država. Alternativa ovom rješenju bila je konfederalna BiH za koju su se zalagali Srbi, što bi predstavljalo negaciju BiH kao države u dotadašnjim granicama. Da se to dogodilo, sporazum o konfederaciji između Hrvatske i novnonastale krnje Federacije BiH dobio bi smisao.
Međutim, kako do toga nije došlo, međunarodno priznavanje Republike Srpske uz Federaciju BiH stvorilo je državu s trostupanjskom ustavnošću i ukupno trinaest ustava - države BiH, dva entiteta i deset županija (kantona) unutar Federacije BiH. Zbog toga su mnogi bosanskohercegovački i drugi pisci u tom obliku države prepoznali "asimetričnu konfederaciju", "uniju samostalnih političkih entiteta sa zajedničkom središnjom vlasti", "segmentiranu državu", "federaciju s naglašenim konfederalnim elementima", "federaciju sui generis" i sl.
Iako Ustav BiH, kao i njegov američki uzor, nigdje izričito ne spominje karakter BiH s gledišta oblika državnog uređenja i ne navodi naziv federacija (osim za jedan entitet) iz samog teksta Ustava proizlazi da se ipak radi o federaciji. Ustav tako govori o državi BiH, njezinom teritorijalnom integritetu, međunarodnom subjektivitetu, dva entiteta, raspodjeli nadležnosti među njima, organima vlasti i sl. što daje dovoljno osnove rečenoj tvrdnji. Isto tako, primijetno je da je takva federacija sastavljena od dvije federalne jedinice, a takve federacije su iz dosadašnje teorije i prakse federalizma najviše krhke, pokazuje i elemente konfederacije. To se posebno odnosi na sudstvo, obranu i posebne paralelne odnose entiteta sa susjednim državama. Takva federalna struktura nije uspjela na jednak način pomiriti i na saveznoj razini uskladiti elemente posebnosti - nacije. To se odnosi, prije svega, na nepodudarnost teritorijalnog i nacionalnog, što je najvidljivije u samim entitetima.
Dva potpuno suprotstavljena koncepta - Washingtonski i Daytonski - u stvaranju unutarnjeg uređenja države dovela su do konstrukcijske greške čineći bosanskohercegovački federalizam nedjelotvornim. U tom vidu, ni odluka Ustavnog suda BiH o konstitutivnosti naroda, i na temelju nje usklađene odredbe entitetskih ustava koje su proglašene neustavnim (nametnute od strane visokog predstavnika) nisu ni u kojem smislu dovele do promjene u bosanskohercegovačkom federalizmu kako je on određen u Daytonskom sporazumu i Ustavom BiH. Za bilo kakvu promjenu na tom području nužna je i izmjena državnog ustava.
Na primjeru federalizma BiH vidljiv je temeljni nedostatak koji se odnosi na nepostojanje osnovnog konsenzusa unutar njezinog pučanstva, a posebno unutar vodećih društvenih snaga o potrebi zajedništva i interesima koji se trebaju ostvariti u federalnoj zajednici. Ako te pretpostavke nisu ispunjene, federalne institucije ne mogu ispuniti svoju osnovnu svrhu i u borbi za dominaciju jednih nad drugima vode u situaciji potpune političke blokade, gdje je često nemoguće postići rješenje ustavnim sredstvima. Na taj način federalizam se pretvara u svoju suprotnost i potencira sukob umjesto da ga rješava.

Bosanskohercegovački federalizam pokazuje sve odlike ustavnog uređenja BiH. Način na koji je stvoren Ustav BiH, pa tako i ustavna rješenja koja se odnose na federalizam, kao glavni ustavni problem, od samog početka izazivaju niz prijepora zbog svoje nekonzistentnosti i nejednakih kriterija na kojima se temelji. Ustavom je na nejednak način riješen odnos između jedinstvenosti (svi državljani BiH) i posebnosti (tri konstitutivna naroda BiH). U konačnoj raščlambi ustavnih odredbi Ustava BiH, sukladno i dosadašnjoj praksi Ustavnog suda BiH, došlo se do zaključka kako ne postoji specifičan model nacionalnog predstavljanja u bosanskohercegovačkim institucijama, kao ni odgovarajući izborni mehanizam koji bi bili istovjetni za oba entiteta. Sve se ovo na poseban način odražava na predstavljanje, odnosno sudjelovanje entiteta u federalnoj vlasti Bosne i Hercegovine. No, i pored nepodudaranja nacionalnog i teritorijalnog u Federaciji BiH na normativnom planu, to se ne može reći i za Republiku Srpsku, gdje se ta dva elementa i normativno priznaju kao podudarna cjelina. Kako je upravo nacionalnost posebnost bosanskohercegovačkog federalizma, zbog čega je on i uspostavljen, a nacionalno i teritorijalno se ustavnim rješenjima podudara samo u slučaju Republike Srpske, to su narodi i federalne jedinice na specifičan način predstavljeni u institucijama Bosne i Hercegovine. Gornji dom Parlamentarne skupštine BiH (PS BiH), koji bi trebao predstavljati federalne jedinice, ne nosi naziv koji bi upućivao na to, već se zove Dom naroda.
Republika Srpska je federalna jedinica - entitet iz kojeg u Dom naroda prema postojećim ustavnim rješenjima dolazi pet Srba, a iz drugog entiteta - Federacije BiH, dolaze predstavnici Hrvata i Bošnjaka, svakih po pet. Dakle, prema Ustavu BiH, jedna trećina izaslanika dolazi iz Republike Srpske, a dvije trećine iz Federacije BiH. Ta se formula više-manje dosljedno primjenjuje i na ostale bosanskohercegovačke institucije. Štoviše, taj odnos 1/3-2/3 odnosi se i na Zastupnički dom PS BiH koji predstavlja sve državljane i gdje se trebala očekivati proporcionalna zastupljenost članova Doma iz dva entiteta. To se također primjenjuje i na tročlano Predsjedništvo BiH, u koje se bira jedan Srbin izravno s područja Republike Srpske te po jedan Hrvat i Bošnjak izravno s područja Federacije BiH. Izvršna vlast, koju nosi Vijeće ministara BiH, također je sastavljeno od najviše dvije trećine ministara imenovanih s područja Federacije BiH i jedne trećine s područja Republike Srpske. To načelo proteže se do predstavljenosti entiteta na Ustavnom sudu BiH, gdje se četiri člana biraju iz Federacije BiH, a dva iz Republike Srpske.

## Podjela nadležnosti između saveznih i entitetskih institucija
Usvajanjem daytonskog Ustava BiH došlo je do ustavnopravnog izjednačavanja Federacije BiH i Republike Srpske te je izvršena raspodjela nadležnosti između saveznih institucija i entiteta. Kako su sve državne djelatnosti i ovlasti koje Ustavom BiH nisu izričito dodijeljene saveznim institucijama, pripale entitetima, u tom vidu oba entiteta raspolažu istim opsegom poslova koji su u njihovoj nadležnosti.
U članku I. 1. Ustava Federacije BiH utvrđeno je da Federacija BiH, kao jedan od dva entiteta države BiH, "ima svu vlast, nadležnost i odgovornosti koje Ustavom Bosne i Hercegovine nisu dane u isključivu nadležnost institucija Bosne i Hercegovine". Istovremeno, u Ustavu Republike Srpske je propisano da "Republici pripadaju sve državne funkcije i nadležnosti osim onih koje su Ustavom Bosne i Hercegovine izričito prenesene na njezine institucije" (točka 1. Amandmana LVI na Ustav RS, kojim je zamijenjen raniji članak 3 ovog Ustava). Ova formulacija ukazuje da je Bosna i Hercegovina nastala združenjem entiteta i da su na državu prenesene samo određene nadležnosti koje izvorno i u cijelosti pripadaju entitetima.
Raspodjela nadležnosti između saveznih i entitetskih institucija izvršena je Ustavom BiH 1995. na poseban način. U članku III. Ustava koji se bavi ovim sadržajem, navedene su tri kategorije nadležnosti:
1. nadležnost institucija BiH,
2. nadležnost entiteta, i
3. dodatne nadležnosti.

Ustav prvo nabraja mjerodavnosti koje su u isključivoj nadležnosti Bosne i Hercegovine, uz pretpostavku nadležnosti u korist entiteta. Sve ono što ne spada pod saveznu nadležnost, u nadležnosti je entiteta. Uz to su u Ustavu nabrojane i dodatne nadležnosti entiteta od kojih neke predstavljaju osebujnost bosanskohercegovačkog federalizma i u kojima se prepoznaju i elementi konfederalizma. Konačno se navodi i jedna posebna kategorija nadležnosti, tzv. dodatne nadležnosti, koje ne spadaju u teoriji poznate sfere isključivih i zajedničkih nadležnosti federacije i federalnih jedinica. U ovom slučaju radi se o tome da Ustav omogućava da se nadležnost bosanskohercegovačkih institucija može širiti i da nije fiksna. Naime, u onim pitanjima za koja se entiteti dogovore da ih prenesu u nadležnost saveznih institucija, oni mogu sporazumno prenijeti njihovo rješavanje na savezne institucije. Nadalje, oni mogu uspostaviti i dodatne institucije radi izvršavanja tih nadležnosti.

### Isključiva nadležnost saveznih institucija
U isključivu nadležnost institucija Bosne i Hercegovine su (čl. III. t. 1. Ustava BiH):
1. vanjska politika;
2. vanjskotrgovinska politika;
3. carinska politika;
4. monetarna politika;
5. financiranje institucija i međunarodnih obveza Bosne i Hercegovine;
6. imigracija, izbjeglice i azil;
7. provedba međunarodnih i međuentitetskih kaznenopravnih propisa, uključujući i odnose s Interpolom,
8. uspostava i funkcioniranje zajedničkih i međunarodnih komunikacijskih sredstava;
9. reguliranje međuentitetskog transporta; i
10. kontrola zračnog prometa.

Uobičajeno je da svaka federacija, po prirodi stvari, ima nadležnost u onim oblastima koje su najtješnje vezane uz državni suverenitet i međunarodni subjektivitet, uz ostale zajedničke djelatnosti federacije. Primjetno je kako je bosanskohercegovački Ustav vrlo restriktivno odredio nadležnosti saveznih institucija. No, i pored toga sve to uz navedene dodatne nadležnosti, ne bi toliko narušilo sliku gotovo klasične sfere poslova jedne federalne države da u Ustavu Bih nije izostavljena obrana kao isključiva nadležnost federalne države. Pored ovog temeljnog propusta, u Ustavu ne dostaju još neke od uobičajenih nadležnosti savezne države, kao što su jedinstvo gospodarskog sustava, kontrola državne granice i sl. Kasnije će se poneki od ovih propusta ispraviti zakonom (kao što je slučaj obrane), ili nametanjem zakona od strane visokog predstavnika (npr. Zakon o državnoj graničnoj službi).

### Nadležnosti entiteta
Ustav BiH i pored odredbe o pretpostavci nadležnosti u korist entiteta ("Sve vladine funkcije i ovlasti, koje po ovom Ustavu nisu izričito dodijeljene institucijama Bosne i Hercegovine, pripadaju entitetima" - čl. 3. III. 3. a) posebno navodi i neke specifične nadležnosti entiteta. Prema Ustavu BiH, entiteti maju pravo:
1. uspostaviti posebne paralelne odnose sa susjednim državama u skladu sa suverenitetom i teritorijalnim integritetom Bosne i Hercegovine;
2. entiteti su dužni pružiti svu potrebnu pomoć vladi Bosne i Hercegovine kako bi ona mogla izvršavati svoje međunarodne obveze [...];
3. entiteti će osigurati sve uvjete za sigurnost i zaštitu svih osoba pod njihovom jurisdikcijom, [...] u skladu s međunarodno priznatim standardima uz poštovanje međunarodno priznatih ljudskih prava i temeljnih sloboda na koje je ukazano u članku II. i poduzimaju druge odgovarajuće mjere;
4. svaki entitet može također sklapati sporazume s državama i međunarodnim organizacijama uz suglasnost Parlamentarne skupštine koja može zakonom urediti da takva suglasnost za određene vrste sporazuma nije potrebna (čl. III. 2.).

Uz ovo, ustavotvorac je smatrao nužnim u ovom članku posvećenom raspodjeli nadležnosti istaknuti i obvezu entiteta i svih njihovih nižih jedinica da se pridržavaju Ustava BiH, kao i to da opća načela međunarodnog prava čine predstavljaju sastavni dio pravnog sustava Bosne i Hercegovine i entiteta. Nadalje, vidljivo je da prema postojećoj podjeli nadležnosti između saveznih i entitetskih institucija, većina njih pripada entitetima.

### Dodatne nadležnosti
Pored isključivih nadležnosti saveznih institucija, Ustav BiH poznaje i tzv. dodatne nadležnosti. U članku III. 5. Ustava, ove nadležnosti su određene na sljedeći način: "Bosna i Hercegovina će preuzeti nadležnosti za one poslove o kojima se entiteti suglase; koji su predviđeni u Aneksima 5-8 Općeg mirovnog sporazuma; ili koji su potrebni za očuvanje suvereniteta i teritorijalnog integriteta i političke neovisnosti i međunarodnog subjektiviteta Bosne i Hercegovine, u skladu s podjelom nadležnosti između institucija Bosne i Hercegovine. Mogu se po potrebi osnivati i dodatne institucije za obavljanje takvih nadležnosti".
Aneksi 5-8 odnose se na arbitražu radi rješavanja sporova između entiteta (Aneks 5), ljudska prava (Aneks 6), izbjeglice i raseljene osobe (Aneks 7) i očuvanje nacionalnih spomenika (Aneks 8). Primjetno je da uz poslove vezane uz ove Anekse postoji i mogućnost za neodređeni krug poslova koji se tiču očuvanja suvereniteta, teritorijalnog integriteta, političke neovisnosti i međunarodnog subjektiviteta BiH u skladu s navedenom podjelom nadležnosti. Ovo je ustavnopravni temelj kojim se stvaraju mogućnosti da se dogovorom entiteta nadležnosti saveznih institucija mogu širiti.
Također, Ustavom je u okviru dodatnih nadležnosti utvrđeno da su tijekom šest mjeseci od njegovog stupanja na snagu entiteti trebali započeti pregovore oko uključivanja u savezne nadležnosti i druge poslove kao što su korištenje energetskih resursa i zajedničke gospodarske projekte. Time je bila nametnuta ustavna obveza entitetima da u ovim oblastima oblikuju kroz savezno zakonodavstvo neku vrstu zajedničke nadležnosti, pa tako i nadležnosti saveznih institucija. U većini federalnih država takva vrsta nadležnosti prvenstveno ovisi o saveznoj državi, no u BiH ovisi o njezinim federalnim jedinicama - entitetima.
Glede raspodjele nadležnosti, Predsjedništvo BiH može, sukladno Ustavu, koordinirati ove aktivnosti i odlučiti potpomoći koordinaciju između entiteta u ovim pitanjima koje nisu dane u nadležnost saveznih institucija. Time se otvara poznata dimenzija federalizma koja se odnosi na međusobnu suradnju samih federalnih jedinica u okvirima dane raspodjele. Ti odnosi se uvijek temelje na pristanku entiteta i oni se mogu tome suprotstaviti u bilo kojem konkretnom slučaju.

## Federalizam u Federaciji BiH
Federaciju Bosne i Hercegovine stvorili su "Bošnjaci i Hrvati kao konstitutivni narodi, zajedno s ostalima, i građani Republike Bosne i Hercegovine, ostvarujući svoja suverena prava, preoblikujući unutarnji ustroj teritorija s većinskim bošnjačkim i hrvatskim stanovništvom [...] sastojala se od federalnih jedinica s jednakim pravima i odgovornostima" (čl. I.1. Ustava Federacije BiH). U članku 2. Ustava Federacije BiH utvrđeno je da će se metode i postupci određivanja granica između županija (kantona) utvrditi federalnim propisima. Federalne jedinice - županije - su se trebale imenovati isključivo po gradovima sjedištima županijskih vlasti ili prema regionalno-zemljopisnim obilježjima. To je i učinjeno Zakonom o federalnim jedinicama iz 1996.
Prema Zakonu, Federacija BiH se sastoji od deset županija koji su utvrđeni redovnim brojevima u federalnim propisima, dok je županijama prepušteno da svojim ustavom utvrde naziv i sjedište županija. Međutim, u slučaju Hercegobosanske županije (10), Ustavni sud Federacije BiH je 1998. odlučio da njezino ime nije u skladu s entitetskim ustavom.
1. Unsko-sanska županija
2. Županija Posavska
3. Tuzlanska županija
4. Zeničko-dobojska županija
5. Bosansko-podrinjska županija
6. Županija Središnja Bosna
7. Hercegovačko-neretvanska županija
8. Županija Zapadnohercegovačka
9. Sarajevska županija
10. Hercegbosanska županija

Dogovoreno je da se Parlament Federacije Bosne i Hercegovine sastoji se od dva doma - Zastupničkog i Doma naroda. Zastupnički dom predstavljao je sve državljane Federacije BiH, a Dom naroda samo dva konstitutivna naroda Federacije BiH - Hrvate i Bošnjake - s jednakim brojem izaslanika, trideset po svakom narodu. Odluke u većini slučajeva donosile su se odobrenjem u oba doma.
Ustavom Federacije BiH uspostavljena je klasična federacija koju su činili državljani i federalne jedinice. Smatrano je kako se na taj način izbjegla koncepcija nacionalne podjele i da se polazi od suvereniteta i teritorijalnog integriteta BiH. Međutim, bez obzira na činjenično stanje prema kojoj su neke županije imale gotovo u potpunosti jednonacionalno pučanstvo (a prema Ustavu nisu mogli uzeti nacionalni predznak), sam Ustav je pravio razliku između županija s hrvatskom, odnosno bošnjačkom većinom (čl. 3. Ustava Federacije BiH). Štoviše, Amandmanom I. na Ustav Federacije BiH usvojenim na sjednici Ustavotvorne skupštine Federacije BiH održane 23. lipnja 1994. uspostavljene su i županije s tzv. posebnim režimom. To su bile dvije županije, Središnja Bosna i Hercegovačko-neretvanska, koji su se zasnivali na paritetu hrvatskog i bošnjačkog naroda u tijelima županijske vlasti. Na taj je način Federacija BiH od nastanka funkcionirala kao federacija Hrvata i Bošnjaka u BiH i njezin institucionalni ustroj u vlasti u sferi nacionalnog bio je ustavnopravni i stvarno obilježen hrvatsko-bošnjačkom nacionalnom komponentom. U ustavnim rješenjima koja je sadržavao nacionalni element nije ni na koji način uključivao srpski narod kao treći konstitutivni narod BiH. Naime, Srbi nisu sudjelovali u Washingtonskom sporazumu niti u donošenju Ustava Federacije BiH koji je isključivo Hrvate i Bošnjake navodio kao konstitutivne narode. U odnosu na Srbe odlučeno je da će se "odluka o ustavnom statusu teritorija Republike Bosne i Hercegovine s većinskim srpskim pučanstvom donijeti tijekom pregovora o miru i na Međunarodnoj konferenciji o bivšoj Jugoslaviji (čl. I.1. st. 2. Ustava Federacije BiH).

## Podjela nadležnosti u Federaciji BiH
Jedno od glavnih obilježja bosanskohercegovačkog federalizma je njegova trostupanjska ustavnost. Kod klasičnih federalnih država uobičajena je dvostupanjska ustavnost - ustavnost federalne države i ustavnost federalnih jedinica.
Jedan od bosanskohercegovačkih entiteta je i sam po uređenju federacija koja nosi naziv kao cijela država. Washingtonskim sporazumom uspostavljena je Federacija Bosne i Hercegovine koja je imala sva obilježja klasične federalne države. Kako Washingtonskim sporazumom nije do kraja riješen položaj BiH, u prvotnom tekstu Ustava Federacije BiH, između ostalih, pripadale su i one ovlasti koje imaju samo suverene i međunarodno priznate države, kao što su npr. vanjski poslovi, obrana, carina i sl. Međutim, usvajanjem daytonskog Ustava BiH 1995., u Ustavu Federacije BiH navodi se da Federacija BiH, kao jedan od dva entiteta BiH, "ima svu vlast, nadležnost i odgovornosti koje Ustavom Bosne i Hercegovine nisu dane u isključivu nadležnost institucija Bosne i Hercegovine".
Dok sve poslove koji su u nadležnosti entiteta Republika Srpska obavlja preko jedinstvenog državnog aparata (jedno zakonodavno tijelo, jedna vlada, jedan sudski sustav), dotle su ti isti poslovi u Federaciji BiH podijeljeni između Federacije i županija.
Jedno od bitnih obilježja Washingtonskog sporazuma je uspostava županija, odnosno deset federalnih jedinica, unutar Federacije BiH s visokim stupnjem autonomije. Županije same donose svoj ustav kojim se izražava značajna razina samoorganizacije županija u okviru njihovih nadležnosti.
Nakon usklađenja entitetskih ustava sa saveznim Ustavom, postojeća podjela nadležnosti u Federaciji BiH između federalne i županijskih vlasti doživjela je veće izmjene u odnosu na Federaciju nego na županije. Županije prema Ustavu Federacije BiH imaju sve nadležnosti koje izričito ne spadaju pod nadležnost Federacije BiH. Uz ovu pretpostavku nadležnosti u njihovu korist, županije su zadržale sve ranije ovlasti, osim što su u zajedničkoj nadležnosti između Federacije BiH i županija izgubile pitanja useljavanja i azila, koja su prešla na saveznu razinu. Poglavlje III. Ustava Federacije BiH bavi se podjelom nadležnosti, uz navedeno načelo pretpostavke nadležnosti u korist županija, i dalje zadržava razliku na poslove koji su u isključivoj nadležnosti Federacije BiH, poslove koji su u zajedničkoj (konkurentnoj) nadležnosti federalne i županijske vlasti te na kraju poslove koji su u isključivoj nadležnosti županija.

### Isključiva nadležnost Federacije BiH
U isključivu nadležnost Federacije BiH spada:
1. državljanstvo Federacije;
2. utvrđivanje gospodarske politike, uključujući planiranje i obnovu, te politiku korištenja zemljišta na federalnoj razini;
3. donošenje propisa o financijama i financijskim institucijama Federacije i fiskalna politika Federacije;
4. suzbijanje terorizma, međužupanijskog kriminala, neovlaštene trgovine drogom i organiziranog kriminala;
5. dodjela elektronskih frekvencija za radio, TV i druge svrhe, sukladno Ustavu Bosne i Hercegovine;
6. utvrđivanje energetske politike, uključujući raspodjelu između županija, te osiguranje i održavanje potrebne infrastrukture;
7. financiranje djelatnosti federalnih vlasti, ustanova i institucija koje federalne vlasti osnivaju oporezivanjem, posudbom ili drugim sredstvima.

Te odredbe sadržane su u Amandmanu VII. na Ustav Federacije BiH, čime su izmijenjene prvobitne odredbe članka III. 1. Ustava Osim nadležnosti navedenih u poglavlju III. Ustava Federacije, a konačne izmjene članka III. 1. Ustava Federacije BiH napravljene su Amandmanom CVI. Institucije federalne vlasti imaju u isključivoj nadležnosti i niz drugih ovlasti propisanih drugim odredbama Ustava. Tako se federalnim propisima utvrđuju metode i postupci za fizičko određivanje granica između županija (čl. I. 2.), Parlament Federacije BiH odlučuje o grbu, zastavi, himni, pečatu, i drugim simbolima Federacije (čl. I. 5.); federalnim zakonom se uređuju prava izbjeglica i raseljenih osoba (čl. II. A. 4.); stjecanje i prestanak federalnog državljanstva se uređuju zakonom (čl. II. A. 5.); Parlament donosi zakon o ombudsmanima Federacije i imenuje ih, a može i promijeniti propise koje donose ombudsmani (čl. II. B. 1. i 9.); zakonom se uređuje broj, struktura, i način izbora izaslanika u Dom naroda (čl. IV. A. 14.). Parlament Federacije, također, donosi sve zakone o vršenju funkcija federalne vlasti, daje odobrenja na sporazume koje Federacija zaključuje s državama i međunarodnim organizacijama, odnosno daje ovlasti županijama za zaključivanje takvih sporazuma (čl. IV. A. d., f. i h.).
U isključivu nadležnost Federacije BiH spadaju i pitanja nadležnosti predsjednika Federacije, kao što su: predstavljanje Federacije, imenovanje sudaca Ustavnog suda Federacije, potpisivanje i ratificiranje sporazuma koje zaključuje Federacija i davanje pomilovanja (čl. IV. B. 1. i 7.).
Vlada Federacije ima nadležnost u slučaju opasnosti po zemlju donositi uredbe sa zakonskom snagom (čl. IV. B. 9.).
U oblasti pravosuđa, Parlament Federacije zakonom uređuje postupke i ustroj sudova, uspostavlja Visoko sudsko i tužiteljsko vijeće Federacije koje osigurava neovisan položaj pravosuđa u odnosu na zakonodavnu i izvršnu vlast (čl. IV. C. 3. i 4.).
Federacija je ovlaštena zakonom utvrđivati ova pitanja, a isto tako različite nadležnosti za Federaciju mogu proisteći iz brojnih međunarodnih ugovora i sporazuma, kao i općih pravila međunarodnog prava koje čini dio zakonodavstva Federacije.

### Zajednička nadležnost federalne i županijskih vlasti
Federalna vlast i županije nadležni su za:
1. jamčenje i provedbu ljudskih prava;
2. zdravstvo;
3. ekološku politiku;
4. komunikacijsku i prometnu infrastrukturu, sukladno Ustavu Bosne i Hercegovine;
5. socijalnu politiku;
6. provedbu zakona i drugih propisa o državljanstvu i putnim ispravama državljana Bosne i Hercegovine s teritorija Federacije, i o boravku i kretanju stranaca;
7. turizam;
8. iskorištavanje prirodnih bogatstava.

Ustav Federacije BiH u članku III. 3. sadrži niz odredbi o načinima ostvarivanja ovih nadležnosti. U skladu s potrebama, ove nadležnosti mogu se ostvariti zajednički ili odvojeno, ili od strane županija koordinirano od federalne vlasti. Ustav nalaže da se federalna i županijska vlast dogovaraju na trajnoj osnovi glede ovih nadležnosti. Pojedine odredbe vezane uz ovaj sadržaj nisu dovoljno određene i nedovoljno su komplementarne, što može izazvati sukobe između federalnih i županijskih vlasti, čime se zahtijeva značajnija uloga Ustavnog suda Federacije BiH. Ustavom je propisano da federalna vlast ima pravo utvrđivati politiku i donositi zakone koji se tiču svake od nadležnosti, ali isto tako i županije imaju pravo utvrđivati politiku i provoditi zakone koji se također tiču svake od ovih nadležnosti. Postojeća praksa ukazuje da se u obnašanju nadležnosti županije obraćaju međužupanijskom Vijeću za koordinaciju rješavanja međužupanijskih pitanja i za dosljedno rješavanje pitanja koja se tiču interesa izvan njihovih županijskih granica. Ovdje je riječ o Vijećima županija koje one mogu osnivati u cilju koordiniranja politike i aktivnosti u vezi s pitanjima od zajedničkog interesa za njihove zajednice i radi obavještavanja svojih izaslanika u Domu naroda. Ovim je izmijenjen raniji članak V. 3. Ustava Federacije BiH koji je spominjao Vijeće županija s većinskim bošnjačkim ili hrvatskim pučanstvom. Nametanjem od strane visokog predstavnika u listopadu 2002. Amandmana LXXVI jednostavno su obrisane riječi "s hrvatskom i bošnjačkom većinom". Ovim izmjenama se cijela ova odredba teško može uklopiti u novostvoreno ustavno stanje, pa tako i postojanje međužupanijskih vijeća, koja ni dosada nisu funkcionirala, postaje još upitnije.

### Isključive nadležnosti županija
Iako se u Ustavu Federacije BiH primjenjuje načelo presumpcije nadležnosti u korist županija, u Ustavu se ipak taksativno nabraja dvanaest različitih i vrlo značajnih nadležnosti županija. U članku III. 4. Ustava Federacije BiH, koji se bavi nadležnostima županija, naglašeno je da su županije "posebice mjerodavne" za:
1. uspostavu i nadziranje snaga policije koje nose jedinstvene federalne uniforme sa županijskim oznakama;
2. stvaranje naobrazbene politike, uključujući donošenje propisa o naobrazbi te osiguranje naobrazbe;
3. stvaranje i provedba kulturne politike;
4. stvaranje stambene politike, uključujući donošenje propisa o uređivanju i izgradnji stambenih objekata;
5. stvaranje politike u svezi s reguliranjem i osiguravanjem javnih službi;
6. donošenje propisa o korištenju lokalnog zemljišta, uključujući zoniranje;
7. donošenje propisa o lokalnim poslovnim i karitativnim djelatnostima i njihovo unapređivanje;
8. donošenje propisa o lokalnim energetskim postrojenjima i osiguranje njihove dostupnosti;
9. stvaranje politike glede radio i televizijskih postaja, njihove gradnje uključujući donošenje propisa o radio i televizijskim postajama, te osiguranje njihova rada;
10. provedbu socijalne politike i uspostavu službi socijalne zaštite;
11. stvaranje i provedbu politike županijskog turizma, razvoj turističkih resursa;
12. financiranje djelatnosti županijske vlasti ili njezinih agencija oporezivanjem, posudbom ili drugim sredstvima.

Primjetno je da su opseg i sadržaj nadležnosti županija različiti i da su županije u pojedinim slučajevima nadležne za utvrđivanje politike, a u drugim slučajevima za utvrđivanje politike i donošenje propisa, do slučajeva kada županija utvrđuje i provodi ili samo provodi tu politiku.
Također, Ustav Federacije BiH u svojim drugim odredbama, sadržanih u odjeljku koji se odnosi na županijske vlasti, predviđa i ograničeni kapacitet županija za zaključivanje sporazuma s državama i međunarodnim organizacijama. Za zaključivanje takvih sporazuma županija mora pribaviti prethodnu suglasnost Parlamenta Federacije BiH i Parlamentarne skupštine BiH, osim ako ova druga nije propisala zakonom da za neke vrste takvih sporazuma nije potrebna njezina suglasnost (čl. V. 2. (3.)).
U slučajevima kada većinsko pučanstvo određene općine, odnosno grada, po svom nacionalnom sastavu nije i većinsko pučanstvo u županiji, županije su dužne prenijeti soje ovlasti na općinu, odnosno grad na svom području u oblastima obrazovanja, kulture, turizma, lokalnog poslovanja, humanitarne djelatnosti i radija i televizije. Ove nadležnosti županija može, ali i ne mora, prenijeti i na druge općine, odnosno gradove na svom području, tj. kada se ne radi o obrnutom nacionalnom sastavu u odnosu na županiju. Ovdje se dolazi do pitanja vezanih za primjenu načela supsidijarnosti (više razine vlasti djeluju samo tada kada niže ne mogu to učiniti na zadovoljavajući način), i pitanja razgraničenja nadležnosti u odnosu na jedinice lokalne samouprave. Glede toga, problemi decentralizacije, federalizma (kao i policentrizma) i lokalne samouprave (kao i necentralizma) bitni su problemi ustavnog uređenja BiH. No, postojeća federalna struktura države koja djeluje kao ograničavajući čimbenik u svim oblastima djelovanja države, negativno se odražava i na stanje lokalne demokracije i lokalne samouprave, koja bi mogla biti djelotvoran korektiv rigidnijem federalizmu i državnom centralizmu općenito. Sve to traži novi federalni koncept u Bosni i Hercegovini, kao i potpuno novi koncept i sustav lokalne samouprave, koji nisu mogući bez korjenitih ustavnih promjena.

## Brčko distrikt Bosne i Hercegovine
Posebnu specifičnost osebujnog bosanskohercegovačkog federalizma predstavlja ustavnopravni položaj Brčko distrikta Bosne i Hercegovine, prema službenom nazivu.
Iako članak I. Statuta Brčko distrikta određuje kako je Distrikt "jedinstvena administrativna jedinica lokalne samouprave koja je pod suverenietom Bosne i Hercegovine", većina argumenata ide u prilog tome da se njegov položaj u ustavnom poretku BiH veže za federalizam, a ne lokalnu samoupravu. Brčko distrikt ima više obilježja teritorija s posebnim statusom u okviru BiH, koja ga više približava trežem (kvazi) entitetu nego običnoj jedinici lokalne samouprave. Zbog toga se o Distriktu Brčko može govoriti prije u okviru bosanskohercegovačkog federalizma nego u okviru lokalne samouprave.
Federacije se međusobno mogu razlikovati na osnovi različitih kriterija na temelju čega možemo praviti razliku između više vrsta federacija (jednonacionalne i višenacionalne, one nastale devolucijom i one nastale agregacijom, sa stalnom ili promjenjivom strukturom, odnosno brojem federalnih jedinica).
Posebna vrsta federacije odnosi se na one s običnom i federacije s mješovitom strukturom. Kriterij razlikovanja u ovom slučaju odnosi se na to sačinjava li područje federacije samo skup područja njezinih federalnih jedinica ili u sastav federacije ulaze i neka druga područja njezinih federalnih jedinica. To se najčešće odnosi na područja koja sama nisu organizirana u obliku federalnih jedinica ili područja glavnih gradova federacija koja su izuzeta iz područja bilo koje federalne jedinice. I područja tzv. federalnih teritorija i područja takvih glavnih gradova federacije stoje uvijek neposredno pod saveznom jurisdikcijom.
Iako se pojam distrikta u ranijim mirovnim pregovorima odnosio na Sarajevo i Mostar, ova grada, ipak, to nisu postali. Štoviše, Sarajevo je postalo glavni grad BiH, Federacije BiH, Republike Srpske (de iure) i Sarajevske županije, dok je Mostar kao gradska cjelina podijeljen na šest gradskih općina i unutar njega samog je uspostavljen poseban distrikt, tj. središnja zona. Odlukom visokog predstavnika 2004. ukinute su postojeće općine, pa tako i distrikt grada Mostara. Tako je samo područje predratne općine Brčko ostalo zaseban distrikt. Do tog statusa se također došlo na poseban način.
U skladu s Aneksom 2 Daytonskog sporazuma koji se odnosio na sporazum o međuentitetskoj crti razgraničenja, njegovim člankom V. bila je predviđena arbitraža za područje Brčkog. U točki 1. tog članka, strane (Republika BiH, Federacija BiH i Republika Srpska) su se dogovorile o "obvezujućoj arbitraži dijela međuentitetske granične crte u području Brčkog koji je predmet spora". Pošto s ovaj Aneks odnosio na utvrđivanje unutarnje granice između Federacije BiH i Republike Srpske uzajamnim sporazumom strana, iz navedene formulacije nedvojbeno proizlazi da se sama arbitraža odnosila upravo na tu međuentitetsku crtu razgraničenja, odnosno njezinog dijela u području Brčkog. U roku od šest mjeseci stupanja ovog sporazuma na snagu, Federacija BiH je trebala imenovati jednog arbitrara, a Republika Srpska drugog. Treći arbitrar je trebao biti odabran sporazumom dvojice imenovanih arbitrara, a u slučaju da se oni ne dogovore, trećeg arbitrara imenovao bi predsjednik Međunarodnog suda prave. Treći arbitrar, stranac, trebao je biti i predsjedatelj Arbitražnog tribunala. Odluka se trebala donijeti najkasnije do jedne godine nakon stupanja na snagu ovog sporazuma i trebala je biti konačna i obvezujuća i koju su strane trebale implementirati bez odlaganja.
Rok za donošenje ove odluke, 14. prosinca 1996., je bio probijen, no, uz pristanak i odobrenje Tribunala, strane su se sporazumjele da se taj rok produlji do 15. veljače 1997. Od samog početka strane su imale suprotstavljene stavove, nisu se mogle suglasiti ni oko toga što je osnovni predmet spora. Naime, Federacija BiH je smatrala da su se stranke Daytonskim sporazumom dogovorile da predmet arbitraže bude pitanje treba li područje općine Brčko biti uključeno u područje Federacije BiH ili Republike Srpske. Druga strana, Republika Srpska, smatrala je kako Tribunal treba konačno riješiti samo međuentitetsko razgraničenje na području Brčkog. Prva odluka je donesena upravo 15. veljače 1997., no nju je potpisao samo predsjedatelj Tribunala, dok je dva domaća člana nisu potpisala. O ovoj odluci je stajalo kako će se u Brčkom uvesti "međunarodni prijelazni nadzor" nad implementacijom Daytonskog sporazuma i to pod vodstvom zamjenika visokog predstavnika za Brčko koji je dobio naziv "supervizor za Brčko". Njega prema toj odluci imenuje Ured visokog predstavnika za BiH (OHR) uspostavljen Aneksom 10 Daytonskog sporazuma. Tako je na neki način Brčko distrikt dobio svog visokog predstavnika, kao i BiH Daytonskim sporazumom. To je i potvrđeno dopunskom odlukom koju je Tribunal donio 15. ožujka 1998., kojom je supervizor za Brčko postao zamjenik visokog predstavnika za Brčko i dobio sva ovlaštenja koja je prema Bonskom dokumentu od prosinca 1997. dobio visoki predstavnik za BiH. I ranijom odlukom propisi i naredbe supervizora imale su veću pravnu snagu u odnosu na zakone i druge domaće propise. Ovom dopunskom odlukom supervizor za Brčko je kao i visoki predstavnik za BiH dobio ovlasti da može smijeniti bilo koju službenu osobu koja, po njegovoj prosudbi, neadekvatno surađuje u provedbi Daytonskog sporazuma, mimo pravnog sustava BiH i prava na žalbu. Pored toga, ovom drugom dopunskom odlukom je potvrđeno da se međunarodni nadzor u oblasti Brčkog na ovaj način nastavlja.
Nakon dvije i pol godine zakašnjenja, 5. ožujka 1999. Tribunal je donio "konačnu odluku" o oblasti Brčkog. Kako je ova odluka donesena od strane predsjedatelja arbitrara zahtijevala uspostavljanje zasebnog režima uprave na području Brčkog, visoki predstavnik za BiH se pozvao na to (kao i na Anekse 2 i 10) i donio Odluku o uspostavi Brčko distrikta Bosne i Hercegovine (Službeni glasnik BiH, br. 9/2000). U ovoj odluci visokog predstavnika za BiH navedeno je kako će se Brčko distrikt uspostaviti na način određen nalozima supervizora i zamjenika visokog predstavnika za Brčko Statutom Brčko distrikta. Naime, istog dana, 8. ožujka 2000., zamjenik visokog predstavnika i supervizor za Brčko donio je "Nalog o uspostavljanju Brčko distrikta Bosne i Hercegovie" i "Nalog o imenovanju članova prijelazne vlade Brčko distrikta". U Nalogu o uspostavljanju Brčko distrikta, koji je stupio na snagu odmah, supervizor za Brčko se pozvao na stavku 9. Konačne arbitražne odluke za Brčko od 5. ožujka 1999. i uz konzultacije s visokim predstavnikom time proglasio stupanje na snagu Statuta Brčko distrikta. Na ovaj način je Brčko distrikt dobio svoj temeljni pravni akt i prvu prijelaznu Vladu.